# Ikiryō

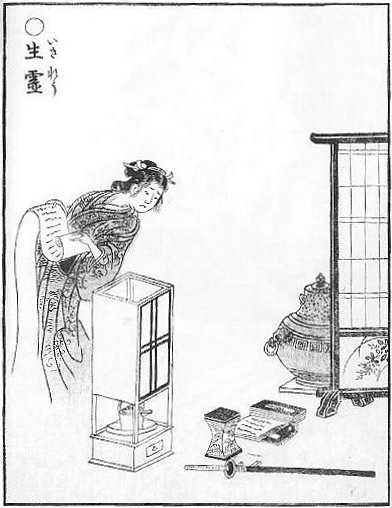
"Ikiryō" (生霊), dal Gazu hyakki yagyō di Toriyama Sekien

I termini ikiryō, o shōryō, seirei, ikisudama (生霊, lett. "fantasma vivente", "eidolon"), nelle credenze popolari e nella fiction giapponesi, si riferiscono ad uno spirito che lascia il corpo di una persona vivente e va a perseguitare altre persone o luoghi, a volte a grande distanza. I termini sono usati in contrasto a shiryō, che si riferisce invece allo spirito di un defunto.

## Introduzione
Il credo popolare che lo spirito umano (o anima) possa allontanarsi dal corpo ha origini antiche, con testimonianze dirette ed esperienze (infestazioni, possessioni, esperienze extracorporee) riportate in testi aneddotici e di fiction. Si dice che gli spiriti vendicativi (怨霊 onryō) dei vivi possano infliggere maledizioni (祟り tatari) all'oggetto della loro ira vendicativa trasformandosi in ikiryō. Si ritiene che nel caso in cui il perpetratore provi un sufficiente rancore, la sua anima (o parte di questa) lasci il corpo, apparendo alla vittima per maledirla o farle del male, un concetto non tanto dissimile dal malocchio. Si trovano notizie di ikiryō anche nelle scritture Buddhiste, dove sono descritti come "spiriti viventi" che, se fatti infuriare, possono lanciare maledizioni, anche poco prima della loro morte. Si crede inoltre che la possessione sia un altro mezzo con il quale gli ikiryō possono fare del male, con la persona posseduta ignara del processo. Tuttavia, secondo la mitologia, l'ikiryō non agisce necessariamente per astio o vendetta; ci sono infatti racconti di ikiryō che non serbano rancore o non rappresentano una reale minaccia. Tra gli esempi attestati, a volte lo spirito può lasciare il corpo (spesso subito prima della morte) per manifestare la propria presenza ai propri cari, amici e/o conoscenti.

## Storia
L'ikiryō, in questo caso denominato ikimitama, fa la sua comparsa in un diario del periodo Muromachi, il Chikanaga kyōki (親長卿記), scritto da Fujiwara no Chikanaga (1419-1497) dopo il suo ritorno alla capitale nel 1470. Il testo narra di una festività shintoista chiamata ikimitama no matsuri, dedicata alla venerazione degli spiriti viventi. La cerimonia, secondo il diario, è svolta da uno dei figli dell'Imperatore nel ventunesimo giorno del settimo mese del 1476, anno ottavo dell'era Bunmei (1469-1487). Nella sua opera del 1702 Nenzan kibun (年山紀聞) Andō Tameaki si riferisce a questo passaggio del diario, scrivendo che si deve trattare di una cerimonia dedicata alla venerazione degli ikimitama dei genitori, fratelli e sorelle maggiori del figlio dell'Imperatore, tutti in vita. Scrive inoltre che la cerimonia ha origini più antiche dell'era Bunmei, e affonda le proprie radici nella venerazione degli spiriti dei defunti, gli stessi venerati in occorrenza dell'Obon.
Sempre in riferimento alla stessa cerimonia, Washio Takayasu racconta nel proprio diario Nisuiki (二水記) che una celebrazione fu svolta dai principi Imperiali e da dignitari di corte nel 1517, anno quattordicesimo dell'era Eishō (1504-1520), scegliendo un giorno di buon auspicio dall'ottavo al tredicesimo del settimo mese. Tanikawa Kotosuga (1706-1796) in un passaggio della sua opera Wakun no shiori (和詩栞) indica come ulteriore riferimento il Shiki monogatari (四季物語, "Racconti delle quattro stagioni"), scritto nel XII secolo dal famoso Kamo Chōmei, nel quale si parlerebbe della stessa cerimonia nel settimo mese, descrivendola come una delle più importanti festività dedicate agli spiriti e alle offerte a loro dedicate (tamamatsuri), anche più importante di quelle di fine anno. Tanikawa inoltre aggiunge che la festività ikimitama-e del proprio periodo (il XVIII secolo) deriva direttamente da quella descritta da Kamo Chōmei, e che in origine il cibo dato in offerta alle anime dei propri genitori in vita prendeva il nome di ikimitama. È interessante notare che l'unica differenza tra il nome della festività e quello del cibo offerto è nella scrittura, composta da kanji (gli ideogrammi giapponesi) diversi, rispettivamente 生霊 e 生見玉 o 生身玉. Nel Kokushi daijiten (國史大辭典), un'enciclopedia della storia giapponese scritta nel 1908, si citano queste tre grafie più una quarta (生御靈). L'autore della voce scrive anche che il rituale si basa sulle scritture del sūtra buddhista Avalambana o Ullambana, ha origini incerte ma risale a tempi più antichi in cui veniva celebrato dal popolo, e solo in seguito dalla corte.
Nel diario del XV secolo Chikamoto nikki (親元日記) compare per la prima volta come festival della classe militare nel settimo mese degli anni 1465, 1473 e 1481, mentre lo troviamo a corte prima nel 1476 grazie al diario Chikanaga kyōki citato in precedenza, quindi nel 1495, di nuovo citato in un diario.
Il rito, inizialmente svolto dal popolo che faceva visita al luogo in cui era celebrato, si trasforma in seguito in un ricevimento su invito. Nel giorno designato, le dame vestite di seta sottile ricevono una coppa di vino, e successivamente gli uomini vengono chiamati a svolgere la cerimonia con sei o sette coppe di vino. Da altre testimonianze si ricava che la cerimonia variava a seconda delle corti e dei palazzi in cui era svolta, e che solitamente includeva un banchetto e diversi doni.
Nel sūtra buddhista Avalambana si trovano le radici della cerimonia: è scritto infatti come Buddha ordini che nel settimo mese cibo e bevande gli debbano essere offerte dai figli per il bene dei propri genitori, per assicurare loro la rinascita in un paradiso di felicità perfetta. Passando attraverso il culto degli antenati, molto forte in Giappone, questa scrittura è poi stata reinterpretata come offerta agli spiriti degli stessi genitori ancora in vita, e spiega i doni e il banchetto presenti nel rito.

## Letteratura classica
Nella letteratura classica, nel Genji monogatari (ca. 1000-1010) si narra di un noto episodio di ikisudama (la lettura più arcaica del termine ikiryō) che emerge dall'amante di Genji, la Dama Rokujō, e tormenta la moglie incinta di Genji Aoi no Ue, causandone la morte per parto. Questo spirito è anche ritratto in Aoi no Ue, l'opera di teatro Nō che narra la stessa trama. Dopo la sua morte, la Dama Rokujō diventa un onryō e continua a tormentare le successive consorti di Genji, Murasaki e Onna-sannomiya.
Nel periodo Heian, un'anima umana che lascia un corpo e se ne allontana è descritta dal verbo classico akugaru, che significa allontanarsi. Nel Genji monogatari, il turbato Kashiwagi teme che la sua anima possa vagare (akugaru), e richiede che alcuni rituali siano eseguiti sul suo corpo per fermare questo processo nel caso in cui si verificasse.
Si ipotizza che la prima comparsa dell'ikisudama della dama Rokujō sia nel capitolo intitolato a Yūgao, fiamma del principe Genji che attira il rancore dell'altra dama sua amante. Durante l'unica notte che Yūgao e Genji passano insieme, la donna comincia a stare male e muore quasi subito dopo senza nessun motivo apparente, scatenando in Genji l'ansia che essa sia stata posseduta da uno spirito malvagio.
In seguito la dama Rokujō, continuamente trascurata da Genji, viene umiliata pubblicamente durante una parata dai servitori di un'altra dama, la sposa di Genji Aoi, a cui è intitolato il capitolo. Questo evento scatena nuovamente il suo ikiryō (contro la sua stessa volontà), che tormenterà e ucciderà Aoi durante il parto. Gli attacchi di cui soffre Aoi sono riconosciuti come opera di uno spirito vivente appartenente a Rokujō dopo che questa parla attraverso Aoi, esprimendosi con una voce che non le appartiene. Rokujō nel frattempo sogna di percuotere una donna e si rende conto con orrore del delitto commesso.
L'antologia medievale Konjaku monogatarishū contiene la storia breve di "Racconto di un ikisudama della Provincia di Afumi, che venne nella capitale e uccise un uomo". Nell'episodio, un cittadino comune incontra una nobildonna e le fa da guida fino alla casa di un Vice Ministro degli Affari Pubblici (民部大夫 Minbu-no-taifū) nella capitale. La guida ignora che sta conducendo l'ikiryō di una donna al marito che l'ha trascurata. Arrivati alla casa la dama scompare, nonostante i cancelli siano chiusi. Dall'interno della dimora provengono urla e lamenti. La mattina seguente la guida viene a sapere che il padrone di casa si era lamentato del fatto che l'ikiryō della moglie fosse presente e gli causasse malattia, ed era morto poco dopo. La guida in seguito va alla ricerca della casa della dama nella provincia di Afumi, anche chiamata Ōmi. Lì la donna parla al protagonista attraverso un paravento, riconoscendogli i servigi del giorno prima e dandogli grandi quantità di seta in dono.
L'ikiryō può anche possedere l'oggetto della sua infatuazione, quindi non un suo rivale o nemico. In "Lo spirito Matsutōya", un racconto che è riportato come tratto da eventi realmente accaduti durante l'anno 14 o 15 dell'era Kyōhō (1729-1730), un mercante di Kyōto di nome Matsutōya Tokubei (松任屋徳兵衛) ha un figlio adolescente di nome Matsunosuke posseduto dagli spiriti di due donne che lo amano, e che gli tormentano la coscienza. A volte lo si trova sospeso a mezz'aria, mentre conversa come se le due ragazze fossero lì presenti, le parole dei due ikiryō pronunciate da lui stesso. Alla fine la famiglia cerca aiuto da Zōkai, un rinomato sacerdote. Il sacerdote riesce in seguito a succedere nell'esorcismo e cura la condizione del ragazzo, ma ormai le voci al riguardo si sono diffuse.

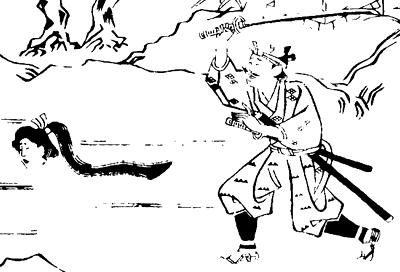
"Onna no Mōnen Mayoiaruku Koto" (女の妄念迷ひ歩く事) da Sorori monogatari (曾呂利物語)

La raccolta di racconti horror kaidan Sorori Monogatari (曾呂利物語) (pubblicata nel terzo anno dell'era Kanbun, o 1663) include la storia di una donna il cui ikiryō assume la forma della propria testa tagliata, un tipo di yōkai conosciuto anche come nukekubi. Una notte, un uomo che viaggia verso Kyōto arriva ad un luogo di nome Sawaya a Kita-no-shō nella provincia di Echizen (ora Fukui), dove pensa per errore di aver visto una gallina volare dalla base di una torre di pietra nelle vicinanze fin sulla strada. La gallina immaginata è in realtà (o si è trasformata in) una vivace testa mozzata di donna. Quando la testa gli sorride, lui la attacca con una spada, e la insegue fino ad una dimora nella capitale della provincia. Dentro la casa, la casalinga si sveglia da un incubo in cui era inseguita da un uomo che brandiva una spada. La testa vagante rappresenta, secondo il titolo del racconto, i mōnen (妄念) della donna, ovvero i suoi pensieri ribelli e le sue ossessioni. La donna in seguito si fa monaca per scontare i propri peccati. Il titolo della storia è "Storia di mōnen di una donna che si perdono e vagano" (女のまうねんまよひありく事).

## Leggende del folklore

### Spiriti regionali di persone prossime alla morte
Avvistamenti di ikiryō appartenenti a coloro la cui morte è imminente sono attestati in tutto il Giappone. Sono molte le storie di spiriti che si materializzano (o manifestano la loro presenza in altri modi) ai propri cari, come per esempio i famigliari più stretti. Coloro che ricevono la visita hanno una premonizione metafisica della morte della persona in questione, prima che arrivino notizie concrete del suo decesso.
Molti dei termini locali per definire gli ikiryō sono stati raccolti da Kunio Yanagita e dalla sua scuola di folklore. Tra questi, i termini tobi-damashi o omokage, shininbō sono usati nella Prefettura di Ishikawa in casi isolati, ma non sono utilizzati frequentemente in altre zone.
Nella tradizione del Distretto di Nishitsugaru della Prefettura di Aomori, le anime delle persone prossime alla morte sono chiamate amabito, e si crede che si allontanino dal corpo e vaghino, a volte producendo un suono simile ad una porta che si apre.
Secondo Yanagita, tobi-damashi (飛びだまし) è il termine equivalente usato nel Distretto di Senboku, nella Prefettura di Akita. Yanagita definisce il termine come l'abilità posseduta da certi individui di attraversare il mondo sotto forma di ikiryō. Si afferma che tali individui abbiano il controllo volontario di questa loro abilità, diversamente da coloro che sono in grado di prendere questa forma solo vicino alla morte.
Nel Distretto di Kazuno nella Prefettura di Akita, un'anima che fa visita alle proprie conoscenze è chiamata omokage (面影), ovvero "reminiscenza, traccia", e assume la forma di un essere umano in vita, nel senso che ha piedi e produce un rumore di passi, diversamente dall'immagine tradizionale del fantasma in Giappone, che è senza gambe e piedi.
Yanagita in Tōno monogatari shūi scrive che nella regione di Tōno nella Prefettura di Iwate "i pensieri dei morti o dei vivi si fondono in una forma che cammina, e appare all'occhio umano come un'illusione che in questa regione è chiamata omaku." Un esempio di questa credenza è quello che racconta di un'attraente ragazza di 16 o 17 anni, gravemente malata di "male da freddo" (傷寒 shōkan, probabilmente febbre tifoide). La ragazza viene vista vagare nel cantiere di ricostruzione del tempio Kōganji a Tsujibuchi nei giorni precedenti la sua morte.
Nel Distretto di Kashima a Ishikawa nella Penisola di Noto, un folklorista ha attestato il credo negli shininbō (死人坊), che si dice appaiano due o tre giorni prima della morte di qualcuno, il quale viene avvistato mentre va a visitare il danna-dera (il tempio di famiglia, anche detto bodaiji). Si crede che il tempio sia il luogo di riposo definitivo dello spirito, il quale vi trova il suo posto tra gli antenati.

#### Anime sotto forma di fiammelle
Ci sono casi in cui l'ikiryō appare come un'anima sotto forma di fiammella fluttuante, una sorta di fuoco fatuo (o luce atmosferica fantasma) conosciuto in Giappone come hitodama o hidama. Tuttavia, non è inusuale associare questo tipo di fiamma all'anima di una persona vicina alla morte, visto il concetto tradizionale per cui l'anima si allontana dal corpo per un breve periodo (solitamente di qualche giorno) prima o dopo la morte. Di conseguenza, le fiammelle pre-morte nelle opere che trattano di fantasmi potrebbero non essere classificate come casi di ikiryō , ma associate al fenomeno degli hitodama. Lo studioso di folklore Ensuke Konno descrive casi di oggetti di colore giallastro iridescente simili a palloncini che fluttuano, presentandoli come presagi di morte. I residenti di Aomori nel Distretto di Shimokita chiamano questi fenomeni tamashi (タマシ), "anime", lo stesso termine di uso comune da parte della popolazione locale della frazione di Komena, nel comune di Ōhata. Si dice che un bambino sia morto in ospedale a causa delle ferite sostenute in una caduta da un ponte in bicicletta il 2 Aprile 1963 dopo aver visto una di queste luci mentre si dirigeva verso il Monte Osore.
Un caso di hitodama considerato da un folklorista come appartenente al discorso sugli ikiryō si trova nel Tōno monogatari e ricorda da vicino il racconto della testa di donna dal Sorori monogatari menzionato in precedenza, in quanto l'individuo che ha assistito all'apparizione dell'anima l'ha seguita senza sosta fino a trovare il proprietario dell'anima, il quale ha poi affermato di aver vissuto l'intero avvenimento in sogno. L'individuo lavorava all'ufficio comunale di Tōno, e una notte riferì di aver visto un hidama emergere da una stalla e "svolazzare" all'interno dell'entrata all'edificio. Dichiarò di averlo inseguito con una scopa, e averlo intrappolato sotto un lavandino. Poco dopo fu chiamato di fretta a visitare lo zio in punto di morte, ma si assicurò prima di liberare la palla di fuoco. Venne presto a sapere che suo zio era appena morto, ma questo tornò in vita brevemente per accusarlo di averlo inseguito con una scopa e catturato. Allo stesso modo, gli archivi folkloristici di Umedoi, nella Prefettura di Mie (ora parte di Inabe), riportano l'episodio di un gruppo di uomini che, a notte fonda, videro e inseguirono una palla di fuoco fino ad un magazzino di sake, svegliando una domestica che dormiva all'interno. Questa più tardi dichiarò di "essere stata inseguita da tanti uomini ed essere fuggita" per trovare riparo nel magazzino.

### Ikiryōcome malattia

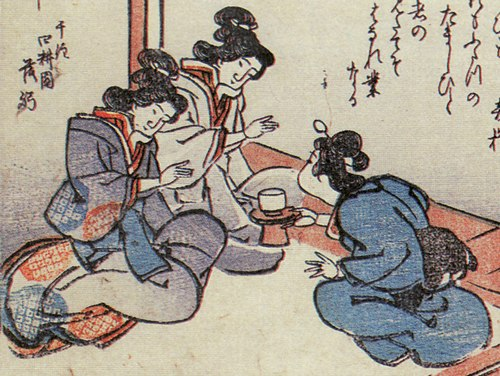
Rikonbyō (離魂病) dal Kyōka Hyaku Monogatari illustrato da Masasumi Ryūkansaijin. La donna raffigurata a sinistra è afflitta dalla "malattia da separazione dell'anima", ed è affiancata dal suo ikiryō.

Durante il periodo Edo vi era la credenza in una condizione detta rikonbyō (離魂病), "malattia da separazione dell'anima", per la quale l'anima non solo si separa dal corpo, ma assume la forma e apparenza di chi ne soffre. La condizione era anche conosciuta come "malattia dell'ombra" (影の病, kage no yamai, scritto anche カゲノワズライ, kage-no-wazurai).
Questa malattia è trattata come caso di ikiryō da Konno nel suo capitolo sull'argomento. L'esempio è quello di Yūji Kita, perseguitato dal kage no yamai per tre generazioni in successione, episodio riportato nelle Ōshu banashi (奥州波奈志, Storie dell'estremo nord) di Tadano Makuzu.
Il sosia identico potrebbe essere visto da chi soffre della malattia o da altri, ed essere classificato come un fenomeno di doppelgänger. Altri hanno riferito esperienze extra-corporee nelle quali la loro coscienza abita l'ikiryō in modo che essi vedano il proprio corpo senza vita.

## Attività o fenomeni simili
L'ushi no koku mairi (丑の刻参り) ovvero "visita nell'ora del bue" è un rituale per cui chi pianta un chiodo in un albero sacro nell'ora del bue (dall'una alle tre di notte) diventa un oni, e con i poteri acquisiti scaglia maledizioni e sfortune sul proprio rivale. Nonostante gli ikiryō siano generalmente spiriti di umani che lasciano il corpo inconsciamente, anche azioni quali lo svolgimento di rituali magici e il tormento intenzionale di un obbiettivo possono essere interpretati come forme di ikiryō. Allo stesso modo, nella Prefettura di Okinawa, svolgere un rituale magico con l'intenzione di diventare ikiryō è definito ichijama.